# Jim Baxter
James Curran „Jim“ Baxter (* 29. September 1939 in Hill of Beath, Fife, Schottland; † 14. April 2001 in Glasgow, Schottland) war ein schottischer Fußballspieler und dabei in den 1960er-Jahren sehr erfolgreich für die Glasgow Rangers aktiv. Der trickreiche linke Mittelfeldspieler trat zudem mehrfach für die schottische Nationalmannschaft als entscheidender Akteur in prestigeträchtigen Duellen gegen den Erzfeind aus England in Erscheinung. Aufgrund seines oft exzentrischen Lebensstils ähnelte er in mehrfacher Hinsicht Spielern wie George Best oder Jimmy Greaves.

## Sportlicher Werdegang

### Erste Schritte
Der in der Region Fife geborene Baxter spielte in seiner Jugend für eine Mannschaft mit dem Namen „Crossgates Primrose“, arbeitete fortan in einem Bergwerk und begann 1957 seine fußballerische Laufbahn, als er sich auf Teilzeitbasis den Raith Rovers anschloss. Dort machte er durch seine elegante Spielweise früh auf sich aufmerksam und kam bereits ein Jahr später zu seinem ersten Länderspiel für die schottische U-21-Nationalmannschaft gegen die Auswahl von Wales.

### Aufstieg zum Spitzenspieler
Für die damalige schottische Rekordablösesumme von 17.500 britischen Pfund wechselte der 20-jährige Baxter 1960 zu den Glasgow Rangers, denen er bereits seit frühester Kindheit angehangen hatte. Er debütierte am 13. August des Jahres im Ligapokal gegen Partick Thistle und nach dem Meisterschaftseinstand im Duell mit demselben Gegner schoss er am 5. November beim 3:1-Sieg gegen den FC Clyde sein erstes Tor. Bevor der Lokalrivale Celtic Glasgow ab 1966 zu einer neunjährigen Dominanz als Seriensieger der schottischen Meisterschaft ansetzte, hatte Baxter mit den Rangers zu Beginn der 1960er-Jahre das erfolgreichste schottische Fußballteam gestellt. Baxter gewann in den Jahren 1961, 1963 und 1964 drei Meistertitel, ebenso viele Trophäen im schottischen FA Cup (1962, 1963 und 1964) und gar vier Ligapokalausgaben in den Jahren 1961, 1962, 1964, 1965. Seinen ersten Ligapokalerfolg stellte er in der Frühphase der Saison 1960/61 im Oktober durch einen 2:0-Sieg gegen den FC Kilmarnock sicher und erreichte nach dem Gewinn seiner ersten Meisterschaft sogar das Endspiel im erstmals ausgetragenen Europapokal der Pokalsieger. Dort unterlag der frischgebackene schottische Meister in Hin- und im Rückspiel mit jeweils 0:2 und 1:2 gegen den AC Florenz.
Baxter, der als „Slim Jim“ bezeichnet wurde, entwickelte sich immer mehr zu einem entscheidenden Spieler der Rangers und strahlte durch seine technische Beschlagenheit großes Selbstbewusstsein im Spielaufbau und bei der Spielkontrolle aus. Dadurch war auch der Weg in die schottische Nationalmannschaft unvermeidlich und nach seinem Debüt in einem Spiel der British Home Championship gegen Nordirland schoss er 1963 – fast zweieinhalb Jahre später – die beiden Treffer zum 2:1-Sieg gegen England im Wembley-Stadion – ebenfalls während eines Spiels der British Home Championship. Beachtenswert war dabei, dass die schottische Mannschaft die Begegnung mit zehn Spielern hatte beenden müssen, da sich Eric Caldow früh in der Partie das Bein gebrochen hatte und Auswechselungen zu diesem Zeitpunkt noch nicht zulässig gewesen waren. Weitaus größere Resonanz sollte aber noch Baxters Leistung im Jahre 1967 gegen England hervorrufen. Schottland besiegte den amtierenden Weltmeister, der den Titel erst neun Monate zuvor errungen hatte, an gleicher Stätte mit 3:2 und es war vor allem der „Linksfuß“ Baxter, der seine technische Überlegenheit an diesem Tag besonders gegenüber Alan Ball öffentlich zur Schau stellte und den Gegner mit Kabinettstücken zu verhöhnen versuchte. Dies unterstrich zwar seinen Ruf, häufig eine arrogante Spielweise an den Tag zu legen, führte aber auch zu großer Anerkennung im Lager der schottischen Anhänger, die sich nach dem Sieg scherzhaft als „Weltmeister“ titulierten. Baxter kam während seiner Laufbahn auf insgesamt 34 Länderspieleinsätze für Schottland.
Sein hoher Stellenwert im Weltfußball zu diesem Zeitpunkt lässt sich auch an drei Nominierungen zu besonderen Spielen ablesen. Am 23. Oktober 1963 wurde er zur zweiten Halbzeit für den tschechoslowakischen Vizeweltmeister Josef Masopust eingewechselt und spielte im Wembley-Stadion als linker Läufer gemeinsam mit dem auf den rechten Seite eingesetzten Denis Law in einer Weltauswahl gegen die englische Nationalmannschaft anlässlich des 100-jährigen Bestehens des englischen Fußballverbands „Football Association“ (FA) – die Partie endete 2:1 für die Auswahl Englands. Mehr als ein halbes Jahr später lief er am 20. Mai 1964 in Kopenhagen zu der Partie einer europäischen Auswahl gegen die besten Spieler Skandinaviens auf – Anlass war nun das 75-jährige Jubiläum des dänischen Fußballverbands „Dansk Boldspil Union“ (DBU) – und gewann mit 4:2. Am 28. April 1965 wurde er zudem zum Abschiedsspiel von Stanley Matthews nach Stoke-on-Trent eingeladen und agierte in einer britischen Auswahl gegen den „Rest Europas“ (die Insulaner verloren mit 4:6).

### Das frühzeitige Karriereende
Sein vorerst letztes Spiel absolvierte Baxter für die Rangers im April 1965, bevor er dann für 72.000 Pfund zum englischen Erstligisten FC Sunderland wechselte. Dort spielte er jedoch nur in der unteren Tabellenhälfte der Liga und konnte seine in Glasgow gezeigten Leistungen zumeist nicht mehr wiederholen. Es mehrten sich hingegen seine Aktivitäten außerhalb des Spielfelds, die sich in häufigem und oft übermäßigem Alkoholkonsum widerspiegelten und seinen Ruf als „Womanizer“ in dieser Zeit festigten. Im Dezember 1967 verließ Baxter den Roker Park für 100.000 Pfund in Richtung des Vereins Nottingham Forest. Er konnte dort aber genauso wenig für die gewohnten spielerischen Akzente sorgen, so dass er nur 18 Monate später in den Ibrox Park zurückkehrte. Wie bei vielen anderen hochtalentierten Spieler seiner Generation hatten die Reize außerhalb des Fußballs – und eine damit verbundene „Trainingsfaulheit“ – Baxters sportlichen Niedergang beschleunigt.
Auch an seiner früheren Erfolgsstätte ließ sich die Zeit nicht mehr zurückdrehen und bereits der 3:2-Sieg gegen den FC Aberdeen sollte im Dezember des Jahres 1969 Baxters letzte Partie für seinen Verein sein. Kurze Zeit später gab er seinen Rücktritt vom Fußballsport nach insgesamt 254 Spielen und 24 Toren für die Rangers bekannt.

### Das Leben nach dem Fußball
Baxter betrieb zeitweise eine eigene Bar und sein fortwährender Hang zum Alkohol – nebst einer ausgeprägten Spielleidenschaft – führte bei Baxter immer mehr zu gesundheitlichen Problemen. Nach zwei lebensrettenden Lebertransplantationen im Jahre 1994 versprach er, sich vom Alkohol loszusagen. Seinen selbstironischen Humor, der mitverantwortlich für seine große Popularität war, hatte er jedoch nicht verloren und scherzte bei seiner Einlieferung noch mit der Aussage „Bei meinem Glück bekomme ich gerade die Leber von George Best“. Ebenfalls berühmt wurde seine Antwort auf eine Frage, ob die mittlerweile sehr hohen Spielergehälter im Profifußball einen Einfluss auf seinen Lebensstil gehabt hätten, indem er äußerte: „Sicher. Ich hätte bei den Buchmachern pro Woche 50.000 Pfund gelassen anstatt nur 100“. Den Kampf gegen den Alkohol konnte er jedoch nie endgültig gewinnen und wurde auch später oft in den Gaststätten Glasgows gesehen.
Am 14. April 2001 verlor Baxter einen langen Kampf gegen den Bauchspeicheldrüsenkrebs und sechs Tage später wurde er in Glasgow unter großer Anteilnahme vieler britischer Fußballanhänger und Weggefährten beigesetzt.
2002 wurde Jim Baxter in die Scottish Sports Hall of Fame aufgenommen.

## Wissenswertes
- In insgesamt 18 Duellen gegen Celtic Glasgow, an denen Jim Baxter beteiligt war, verloren die Rangers nur zwei Partien. Trotzdem genoss Baxter auch bei den Anhängern des Lokalrivalen ein hohes Anwesen, was sich zuletzt in öffentlichen Sympathiebekundungen nach seinem Tod äußerte.
- Der spätere Meistertrainer von Manchester United Sir Alex Ferguson bezeichnete seinen ehemaligen Mannschaftskameraden als den besten Rangers-Spieler aller Zeiten.[4]

## Erfolge
- Schottischer Meister (3): 1961, 1963, 1964
- Schottischer Pokalsieger (3): 1962, 1963, 1964
- Schottischer Ligapokalsieger (4): 1961, 1962, 1964, 1965